# ليلاند إم. فورد
ليلاند إم. فورد هو سياسي أمريكي، ولد في 8 مارس 1893 في يوريكا في الولايات المتحدة، وتوفي في 27 نوفمبر 1965 في سانتا مونيكا في الولايات المتحدة. نشط حزبياً في الحزب الجمهوري. وقد انتخب عضو مجلس النواب الأمريكي ‏.